# Cilicie
Ne doit pas être confondu avec Satrapie de Cilicie ou Cilicie (Troade).

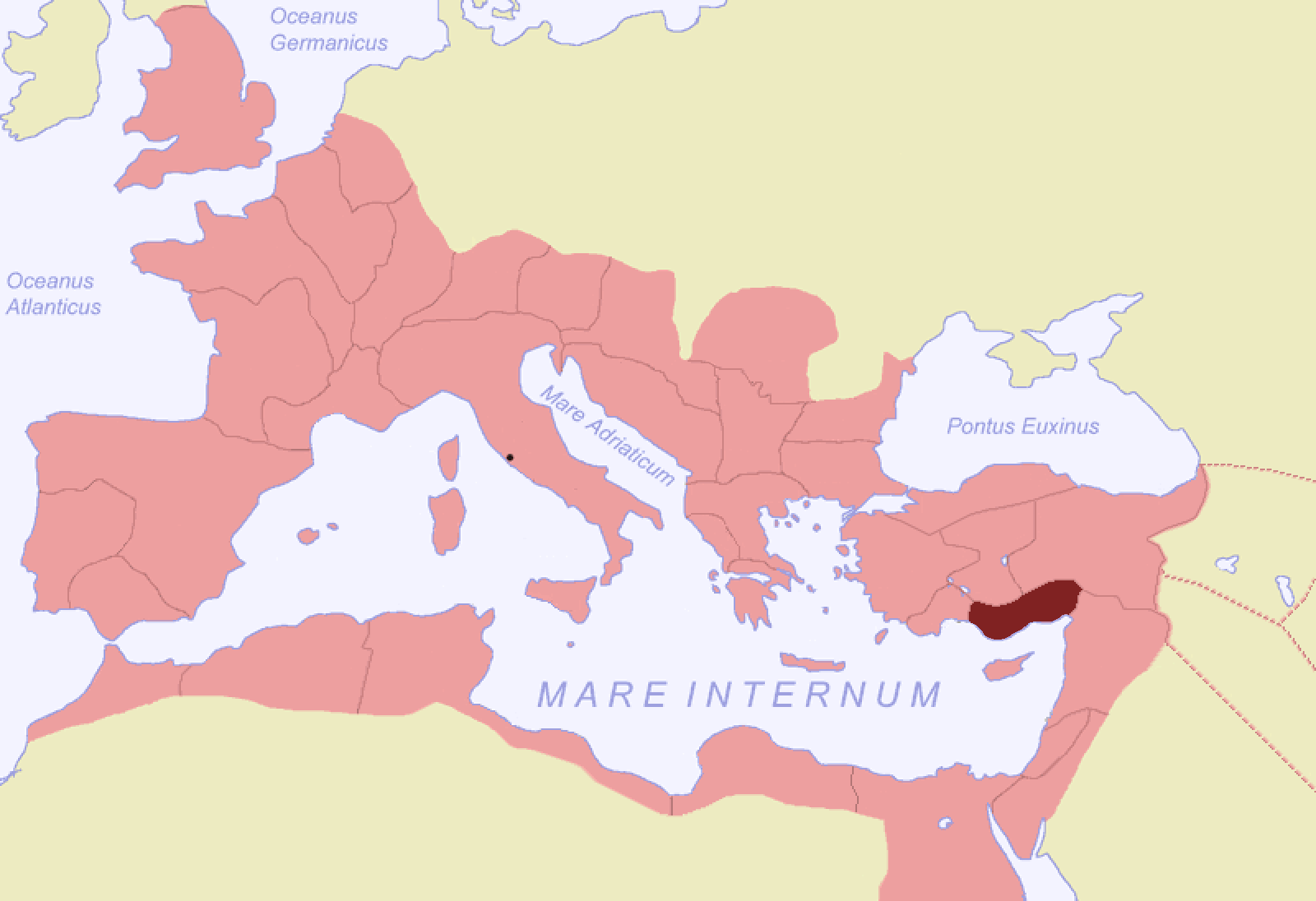
La Cilicie en tant que province de l'Empire romain.

La Cilicie est une région historique d'Anatolie méridionale et une ancienne province romaine située dans l'actuelle Turquie. Elle était bordée au nord par la Cappadoce et la Lycaonie, à l'ouest par la Pisidie et la Pamphylie, au sud par la mer Méditerranée et au sud-est par la Syrie.
Elle correspond approximativement aujourd'hui à la province turque d'Adana, une région comprise entre les monts Taurus, les monts Amanos et la Méditerranée.

## Histoire

### Nom et étendue
La Cilicie, un des royaumes antiques d'Anatolie, apparaît dans l'histoire sous la dénomination de « Khilakkou » dans les sources assyriennes et égyptiennes. Elle est disputée entre les Phrygiens, les Cimmériens, les Assyriens et les Ourartéens, avant de devenir un royaume indépendant au VIIe siècle av. J.-C., avec Tarse pour capitale. Au Ve siècle av. J.-C., alors qu'elle est devenue perse en 548, Hérodote la décrit sous le nom de « Cilicie » (Κιλικία), comme une satrapie dont l’étendue est plus grande que dans les acceptions ultérieures données à ce nom. Au nord, elle va jusque sur le cours du Halys (Kızılırmak). À l’est, elle va jusqu’à l’Euphrate et au sud jusqu’aux environs de l’embouchure de l’Oronte,. Hérodote distingue la « Cilicie montagneuse » et la plaine de Cilicie appelée « Plaine Aléienne »,. La plaine Aléienne d’Hérodote correspond sans doute à la partie marécageuse en bord de mer, formée par les sédiments des deux fleuves Seyhan et Ceyhan et qui correspond bien au vocable turc de Çukurova. Le cours de ces deux fleuves s'est modifié à plusieurs reprises. À certaines périodes, ils ont eu une embouchure commune, ce qui explique que le Seyhan n'est parfois cité que comme un affluent du Ceyhan. Actuellement leurs embouchures sont distantes de plus de 60 km.
Entre les années 1851 et 1853, Victor Langlois effectue un voyage en Cilicie et dans le Taurus par ordre de l’empereur Napoléon III. Ce récit de voyage permet de résoudre nombre de problèmes posés par les changements de toponymes.

### Antiquité

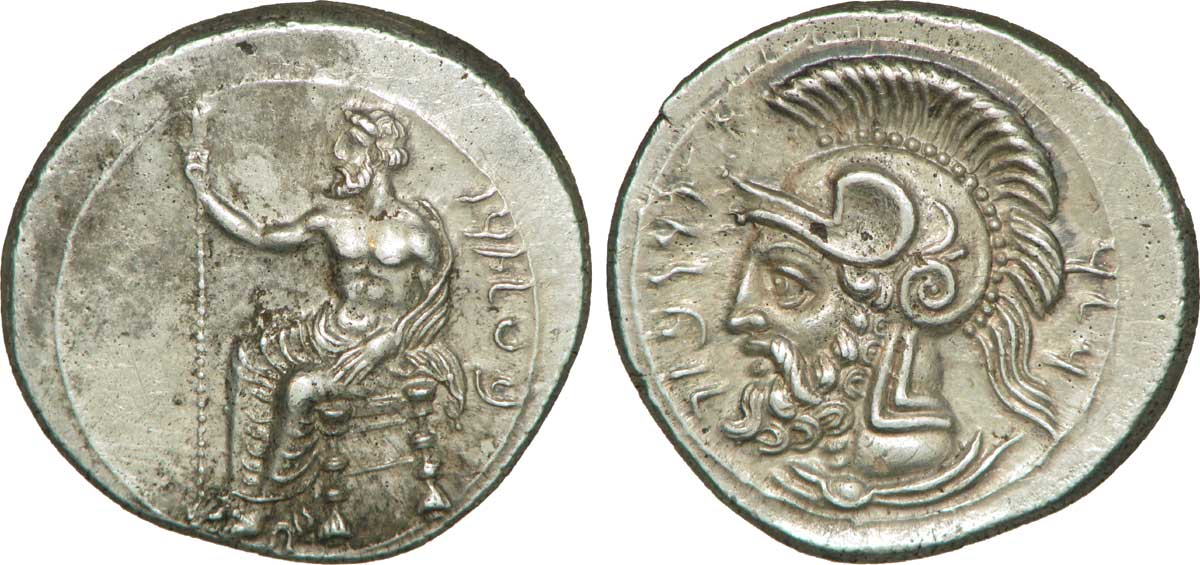
Cilicie, statère à l'effigie du satrape Pharnabazes. Description avers : Baaltars nu jusqu’à la ceinture assis à gauche sur un trône sans dossier, tenant de la main droite un long sceptre lotiforme. Description revers : tête de guerrier barbu (Arès ou Pharnabazes) à gauche, coiffé d’un casque à triple aigrette. Date : vers 378-374 av. J.-C.

La Syrie séleucide en 92 av. J.-C.

Alexandre le Grand conquiert la Cilicie sur Darius en 333 av. J.-C. après la bataille d'Issos ; à sa mort, elle échoit au Royaume séleucide avant d'être partagée entre le royaume de « Cilicie trachée » à l'ouest (Τραχεία Κιλικία : la « Cilicie âpre », avec la capitale à Korakesion, l'actuelle Alanya) et le royaume d'Arménie (sous Tigrane II) à l'est.
Au Ier siècle av. J.-C., Rome fait de la Cilicie une province de son empire. D’après la géographie de Strabon (fin du Ier siècle av. J.-C. - début du Ier siècle) la Cilicie commence à Alanya à l'ouest et va jusqu’à Tarse à l'est. Strabon signale un peu plus loin dans le texte que « quelques auteurs » font commencer la Cilicie non pas à Alanya, mais à Kelenderis (aujourd'hui Aydıncık) soit près de 130 km plus à l’est. À l'inverse, Pline l'Ancien place la limite occidentale de la Cilicie sur le fleuve Mélas (aujourd'hui Manavgat Nehri) soit 55 km plus à l'ouest. À Tarse (Ταρσός = Tarsos), ou plus précisément à Mezitli (Soli/Soles ; appelée ensuite Pompeiopolis), on entre dans la plaine de Cilicie, dite « Cilicie pédicule », aujourd'hui Çukurova en turc. Dans cette description de Strabon, la Cilicie trachée comprend les actuels districts d’Alanya et de Gazipaşa dans l’actuelle province d’Antalya et l’İçel dans l'actuelle province de Mersin, moins les districts d’Anamur et de Bozyazı si l’on considère que la limite ouest de la Cilicie est Aydıncık. Les districts du sud de l’actuelle province d’Adana forment la Cilicie pédicule. Les actuels districts côtiers d’Erzin, Dörtyol et Iskenderun, dans le Hatay, formaient la « Cilicie de l’Issos ».
Vers 27 apr. J.-C., sous l'empereur Tibère, la Cilicie est rattachée à la province de Syrie. Certaines parties de la région restent néanmoins dirigée par des souverains locaux jusqu'à l'annexion complète par Vespasien en 74. La province est suffisamment importante pour qu'un proconsul, Appius Claudius Pulcher, y soit nommé en 53 av. J.-C..
Septime Sévère y remporte une bataille contre Pescennius Niger en 194.
Vers 297, l'empereur Dioclétien opère un redécoupage des provinces. La Cilicie est alors divisée en trois parties : l'Isaurie au sud d'Iconium (Konya), approximativement les provinces turques de Konya et d'Antalya ; Cilicia prima avec comme capitale Tarse, et comme autres villes Adana et Pompeiopolis (Soles), approximativement la province de Mersin et une partie de la province d'Adana ; Cilicia secunda avec comme capitale Anazarbe (Aǧaçli) et comme villes Mopsueste (Yakapinar), Ægée (Yumurtalık) et Issos d'Alexandrie (aux environs d'Iskenderun), approximativement l'est de la province d'Adana et les districts maritimes de la province du Hatay.
Sous la domination romaine, la région achève de s’helléniser et se christianise au IIIe siècle.
En 622, Héraclius y remporta une bataille contre Khosro II.

### Liste (partielle) des proconsuls romains de Cilicie

#### Sous la République
- Lucius Cornelius Sulla (vers -96)
- Cnaeus Cornelius Dolabella (-80)
- Publius Valerius Vatia Isauricus (-78 à -74)
- Lucius Octavius (-74)
- Lucius Licinius Lucullus Anticus (-73 à -65)
- Titus Ampius Balbus (-57 à -56)
- Publius Cornelius Lentulus (-56 à -53)
- Appius Claudius Pulcher (-53 à -51)
- Marcus Tullius Cicero (-51 à -50)
- Caius Coelius Caldus (-50)
- Publius Sestius (-49 à -47)
- Quintus Phylippus (-47 à -46)
- Quintus Cornificius (-46 à -45)
- Lucius Volcatius Tullus (-45 à -44)

#### Règne deVespasien
- Publics Nonius Asprenas Caesius Caesianus (72-74)
- Septimius (74-75)
- Lucius Octavius Memor (76-78)

#### Règne deDomitien
- Tiberius Iulius Celsus Polemaenaeus (89-91)
- Quintus Gellius Longus (91-93)

#### Règne deNervaet deTrajan
- Marcus Titius Lustricus Brutianus (avant 108)
- Marcus Pompeius Macrinus (111 à 113)
- Titus Calestrius Tiro (113 à 116)
- Caius Bruttius Praesens (117 à 118)

#### Règne d'Hadrien
- Iullus Ga(llus?) (118 à 120)
- Titus Vibius Varus (130 à 133)
- Publius Pactumeius Clemens (136 à 138)
- Caius Iulius Pancius Varus Cornutus (entre 119 et 138)

#### Règne d'Antonin le Pieux
- Aulus Claudius Carax (145 à 146)
- Caius Etrilius Regillus Laberius Priscus (147 à 149)
- Publius Cassius Dexter Augus(...) (149 à 151)

#### Règne de Marc-Aurèle et de Commode
- Lucius Saevinius Proculus (174 à 176)
- (...)isus ? Claudius Silius Quintus Plautius Haterianus (177 à 178)
- Marcus? Claudius Cassius Apronianus (vers 182-183)

#### Règne deSeptime Severe
- Quintus Venidius Rufus Marius Maximus Lucius Calvinianus (vers 194-196)
- Marcus? Antonius Balbus (vers 198-200)
- Antonius (...)ius (entre 198 et 208)
- Flavius Ulpianus (vers 202)

#### Règne deCaracallaet deSévère Alexandre
- Flavius Iulianus (215 à 217)
- Rutilianus (vers 215)
- Ostor(ius) (entre 222 et 235)
- Marcus Domitius Valerianus (entre 222 et 235)

#### Crises du troisième siècle
- Lucius Servius (...)us Zeno (entre 238 et 244)
- Caecilius Aelianus (entre 211 et 249)
- Caius Mevius Donatus Iunianus (première moitié du IIIe siècle)
- Aulus Voconius Zeno (entre 253 et 268)

### Moyen Âge

La Cilicie arménienne, 1080-1375

Cilicie multiculturelle vers 1204

La Cilicie fournit à la flotte de l'Empire romain d'Orient bois et marins, mais c’est aussi un pays de pirates et de contrebandiers. À partir de 646, l'est de la Cilicie est conquis par le califat musulman, sous le règne du Calife al'Muawiya, avant d'être pleinement contrôlé par le califat omeyyade à partir des débuts du VIIIe siècle, tandis que l’ouest est intégré au thème des Cibyrrhéotes, formé à partir des marins (et même pirates) caravisiens (Καραβισιάνοι) et des guerriers mardaïtes (Μαρδαἵτες) avant d’être érigé en thème de Séleucie (en grec Σελεύκεια = Seleukeia : la Séleucie d'Isaurie).
En 965, l'empereur Nicéphore II Phocas reconquiert l’ensemble de la Cilicie, formant, dans le centre et l’est du pays, les thèmes de Tarse, Anazarbe et Mopsueste. De nombreux Arméniens viennent alors se réfugier en Cilicie, surtout après l’invasion arabe de l'Arménie. Ces Arméniens sont au départ des colons militaires censés barrer la chaîne du Taurus. En 1071, l’Empire byzantin perd l’Anatolie où se forme le Sultanat seldjoukide de Roum (« des Romains » en turc, c'est-à-dire « des Byzantins »), mais la Cilicie, où s’émancipent de plus en plus les seigneuries locales arméniennes, reste dans le giron byzantin. Vers 1070, l’Arménien Philaretos Brakhamios domine une principauté, vassale de l’empire, qui englobe la Cilicie, Antioche et Édesse. Son émancipation aboutit en 1198 à la création en Cilicie d’un royaume arménien, avec à sa tête son premier roi : Lévon II le Grand, reconnu par les croisés, le Pape et les souverains d’Occident.
Le XIIIe siècle est le siècle le plus florissant pour le royaume arménien de Cilicie. Dans le premier tiers du siècle, son roi se permet même d’intervenir dans les problèmes de succession de la principauté d'Antioche. L'arrivée des Mongols en Grande Arménie, dans les années 1230 va pousser le royaume à se mettre volontairement sous leur protectorat, plutôt que d’en subir l’invasion. Le roi Héthoum va lui-même faire le voyage vers le khan mongol pour conclure une alliance militaire dans les années 1250. En 1258, les Mongols s’emparent de Bagdad. Cet évènement annonce les attaques sur la Syrie qui vont marquer la fin du XIIIe siècle. La première attaque a lieu en 1260. Le royaume arménien envoie des contingents qui participent à la prise d’Alep et de Damas. Le roi réussit à agrandir son territoire grâce à la prise de plusieurs places fortes de Syrie du Nord par les Mongols.
En 1266, les Mamelouks font leur première incursion dans le royaume arménien. Leurs attaques se succèdent et peu à peu épuisent le royaume. Au XIVe siècle, en 1375, à l’époque des beylicats, le royaume arménien de Cilicie tombe aux mains des sultanats turcs des Karamanides (à l’ouest) et Ramadanides (à l’est), puis, après 1488, des Ottomans. Le dernier roi arménien, Léon VI, est capturé dans sa capitale de Sis en 1375, et emmené prisonnier au Caire. Il dicte son récit et celui de son royaume au moine Jean Dardel. Le titre de « roi de Cilicie » passe alors à la famille des Lusignan, régnant sur Chypre.

### De l'Empire ottoman à la Turquie

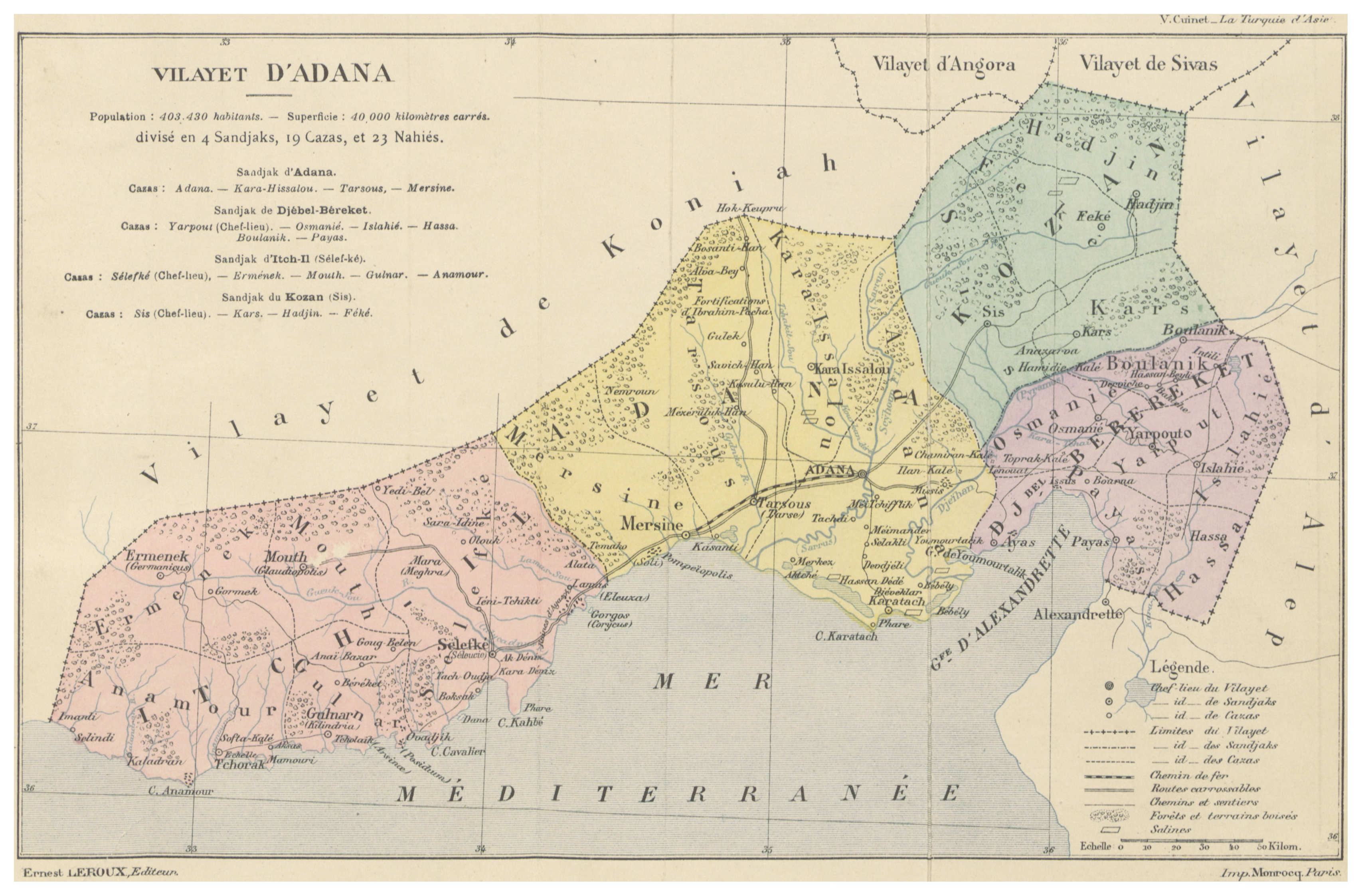
Carte du vilayet d'Adana (1869-1922) en 1892.

Au XVIe siècle, les Ottomans envahissent la région. Petit à petit, la population cilicienne, arménienne dans l’intérieur et grecque orthodoxe sur la côte, devient majoritairement turque et musulmane au fil des conversions (entre autres, pour ne plus payer le haraç : impôt sur les non-musulmans, et pour ne plus subir le devchirmé : enlèvement des garçons pour le corps des janissaires). La Cilicie devient une province ottomane, l'eyalet d'Adana.
Au début du XIXe siècle, le succès de la révolte du pacha d'Égypte, Mehemet Ali, contre le sultan ottoman permit à son fils Ibrahim Pacha de conquérir la Syrie et la Cilicie en 1832. Moins d'une décennie plus tard, la diplomatie de la canonnière des Britanniques, aidée par la neutralité de la France, imposa au pacha l'abandon de ces conquêtes contre la reconnaissance de l'autonomie de l'Égypte. Cette période est un prélude au génocide arménien dans l'Empire ottoman avec les massacres d'Adana d'avril 1909.
Après la Première Guerre mondiale, la France revendique la Cilicie dans le cadre de la Syrie mandataire, alors que la République démocratique d'Arménie (1918-1920/21) la revendique avec le soutien du Royaume-Uni. Le traité de Sèvres démembre l'Empire ottoman, et la France obtient l'occupation de la Cilicie, qui prolonge en Turquie méridionale le mandat français en Syrie (1923-1946, à la suite de la campagne de Cilicie). Une population arménienne se maintient dans l’est de la Cilicie sous le protectorat français avant de se réfugier dans le Hatay lors du retrait français au profit de la Turquie en 1920, puis en Syrie et au Liban en 1939 lorsque la France cède le Hatay à la Turquie.

#### Antiquité romaine
- Pirates de Cilicie (en)
- Thalassocratie
- Piraterie en Méditerranée antique
- Guerre des pirates de Servilius Vatia (-78)
- Guerre des pirates de Pompée (-67)
- Province romaine de Cilicie (en) (de -64 à 297), divisée en Cilicie I et Cilicie II (Cilicia Prima (capitale Tarse, Turquie), Cilicia Secunda (capitale Anazarbus, Turquie) et Cilicia Aspera / Isauria (capitale Seleucia), 297-700c)
- Province romaine,Gouverneur romain, Gouverneur romain, Notitia dignitatum
- Liste de voies romaines
- Antiquité tardive, Notitia dignitatum
- Liste des diocèses de l'Empire romain tardif
- Liste des provinces du Bas-Empire

#### après 600
- Karabisianoi (680c-718c)
- Thème byzantin de Séleucie (927/934–1070c, 1099/1100–1180c)
- Thème byzantin des Cibyrrhéotes (720/727–1150/1180) (sud-ouest)
- Portes de Cilicie, Bataille des Portes ciliciennes (878)
- Portes d'Amani (en) ou (col de Bahçe), (Monts Nur) puis Portes de Syrie (col de Belen)
- États latins d'Orient (1098-1500c), quatrième croisade (1202-1204)
- Thème de Mylasa et Melanoudion (1110c-1300c) (sud-ouest)
- Royaume arménien de Cilicie (1080-1375), dite principauté de Petite Arménie
- Sultanat mamelouk d'Égypte (1250-1517), menace de proximité
- Empire ottoman (1299-1922)
- Massacres hamidiens (1894-1897)
- Massacres d'Adana (1909, contre-révolution ottomane de 1909)
- Génocide arménien (1915-1923)